# Condado de Huesa
El Condado de Huesa fue un título nobiliario español creado por el rey Enrique IV de Castilla a favor de Francisco de la Cueva hacia 1445 por conquistar a los musulmanes el municipio andaluz de Huesa, situado en la provincia de Jaén. El título no está vigente en la actualidad.